# Innere Quellspitze
De Innere Quellspitze (Italiaans: Cima della Sorgente di Dentro), is een 3514 meter hoge bergtop in de Ötztaler Alpen op de grens tussen het Oostenrijkse Tirol en het Italiaanse Zuid-Tirol.
De berg is gelegen in de Weißkam, in tegenstelling tot zijn naamgenoot, de 3385 meter hoge Äußere Quellspitze, die tot de Salurnkam wordt gerekend en waarvan de top in zijn geheel in Italië gelegen is. De Innere Quellspitze ligt hemelsbreed een dikke kilometer ten zuidoosten van de Weißkugel. De rotsige berg, gelegen op het kruispunt tussen de gletsjers Matscher Ferner, Hintereisferner en Steinschlagferner, gescheiden van de Äußere Quellspitze door het Quelljoch. De top wordt vaak gepasseerd wanneer vanaf de Oberetteshütte in het zuiden via het Hintereisjoch de Weißkugel beklommen wordt.